# Matthias Ortner
Matthias Ortner (* 18. Februar 1877 in Söll, Tirol; † 14. Juni 1960 ebenda) war ein österreichischer Schriftsteller sowie römisch-katholischer Militärseelsorger und Pfarrer.

## Leben
1914 rückte Ortner zu den Tiroler Landesschützen nach Galizien ein. Er kam mit dem 1. Tiroler Landsturmregiment nach Serbien. In einem verwegenen Ausbruch führte er 1250 den Serben ausgelieferte Soldaten durch die vereiste Mohana-Schlucht in die Freiheit und erhielt dafür vom Kaiser den Verdienstorden Piis meritis II. Klasse am Band mit Kriegsdekoration und Schwertern. Ab 1915 betreute „Feldpater Ortner“ die Kranken des Heeres in Peterwardein. Dort war er in engem Kontakt mit Erzherzog Eugen. Die Mannschaft und mit ihm ihr Feldpater kamen ab Mai 1915 zum Grenzabschnitt Lavarone-Folgaria. Bei der Basson-Schlacht war Ortner unermüdlich tätig, um Verwundete zu bergen und Sterbenden die letzte Ölung zu spenden. Er erhielt dabei auch Anerkennung vom feindlichen Lager, da er sich im Ernstfall auch um deren Verwundete und Sterbende kümmerte. Ortner folgte den Tiroler Landstürmern zum Col di Lana. Er war auch bei der Mai-Offensive 1916 dabei. Für besonders heroischen Einsatz auf dem Monte Spil im Vallarsa erhielt Ortner das Signum laudis am Band mit Schwertern.
Ortner kam dann zum benachbarten Monte Corno, zum Lager Zocchi und dann in die Assaschlucht zwischen Asiago und Roana. Beim Angriff auf dem Pasubio war Ortner wieder mit den Tiroler Landstürmern im Einsatz; anschließend ging es zum Einsatz im Montalon. Der Tiroler Landsturm eroberte am 11. November 1917 die Festung Cima di Campo auf der Höhe vor Primolano in der Valsugana. Ortner war dabei maßgeblich beteiligt, als bereits italienische Granaten fielen und ein Zurückgehen unmöglich war, indem er in Abwesenheit von Offizieren erfolgreich den Sturm auf die Festung befahl. Ortner erhielt dafür das Ritterkreuz zum Orden der Eisernen Krone mit Kriegsdekoration und den Schwertern. Am 6. Dezember 1917 konnte die Höhe von Meletta endgültig erfolgreich gestürmt werden, und Feldpater Ortner war trotz einer weiteren Verwundung dabei. Der Tiroler Landsturm kam anschließend zum Pasubio, dann ins Ortlergebiet. Am 3. November 1918 wurde der Waffenstillstand mit den Italienern unterzeichnet, der aber erst am 4. November in Kraft trat.
Bei Kriegsende geriet Feldpater Matthias Ortner in italienische Gefangenschaft, konnte aber über die Berge in die Schweiz flüchten. 1919 wurde er Kooperator von Altenmarkt im Pongau; anschließend wirkte er seelsorglich in Oberndorf bei St. Johann in Tirol (1920–1926) und in Ebbs bei Kufstein (1926–1935). Als Pfarrer von Ebbs engagierte er sich für die Wiederaufnahme der Ritterschauspiele. Von 1935 bis 1958 betreute er die Pfarrexpositur Aschau bei Kirchberg in Tirol. Im Ruhestand zog er sich in seine Heimat Söll zurück, wo er 1960 verstarb.
Ortner verfasste unter anderem die Dramen Alexius (1913) und Ramo Rodil (1913) sowie den Oratoriumstext Eva und Maria (1925). Er veröffentlichte einen Katalog von Verhaltensweisen für den Umgang der Feldgeistlichen mit den Offizieren.

## Ehrungen
- Geistliches Verdienstkreuz (Piis meritis II. Klasse am Band mit Kriegsdekoration und Schwertern)
- Militär-Verdienstmedaille (I. Signum laudis am Band der Tapferkeitsmedaille mit den Schwertern)
- Ritterkreuz zum Orden der Eisernen Krone mit Kriegsdekoration und den Schwertern
- Ritterkreuz des Franz-Joseph-Ordens am Bande des Militärverdienstkreuzes[3]
- Goldenes Verdienstkreuz II. Klasse am weiß-roten Bande[3]

## Schriften
- Tiroler Helden ohne Namen (Band 1), Tyrolia 1917